# إركي تووميويا

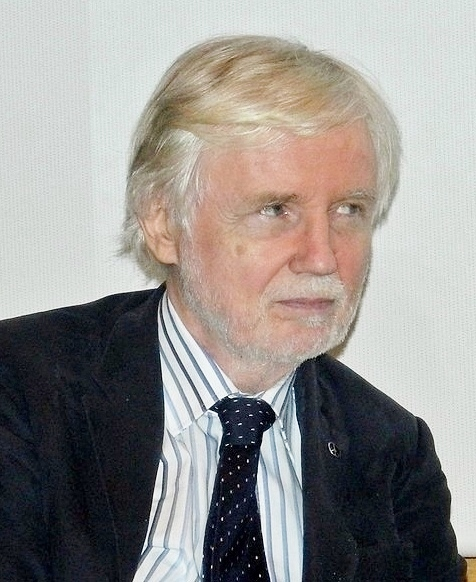
إركي تووميويا

إركي تووميويا (Erkki Tuomioja؛ هلسنكي، 1 يوليو 1946) وزير الشؤون الخارجية الفنلندي. وعضو في البرلمان الفنلندي.
تيوميويا عضو في الحزب الاشتراكي الديمقراطي الفنلندي، رغم آرائه السياسية التي تعتبر أكثر يسارية من خط الحزب. وهو أيضا عضوا في اتاك. في الماضي، واعد تووميويا الرئيسة الفنلندية الحالية تاريا هالونن.
وكان رئيس مجلس بلدان الشمال في عام 2008.
كما أن إركي تووميويا عضو في المجلس الاستشاري لمعهد الدبلوماسية الثقافية.
يأتي تووميويا من عائلة من السياسيين. والده ساكري تووميويا كان سياسياً ليبرالياً ودبلوماسياً بارزاً، نافس أورهو ككونن في انتخابات 1956 الرئاسية. وجدته هلا فووليوكي، الكاتبة والناشطة الاشتراكية الاستونية المولد.
يحمل تووميويا درجة الماجستير في العلوم الاجتماعية (1971) وماجستير في العلوم في الاقتصاد وإدارة الأعمال (1974) من مدرسة هلسنكي للاقتصاد، ومجاز في العلوم الاجتماعية (1980) ودكتوراه في العلوم الاجتماعية (1996) من جامعة هلسنكي. بالإضافة إلى الفنلندية، يتحدث تووميويا السويدية والإنكليزية والفرنسية والألمانية والإستونية.
وقد كان تووميويا عضوا في البرلمان الفنلندي 1970-1979 و 1991 الحالية. شغل منصب وزير التجارة والصناعة في حكومة بآفو ليبونن الثانية، وأصبح وزيرا للشؤون الخارجية بعد انتخاب تاريا هالونن رئيسة فنلندا.
تووميويا، مثل سياسيين اشتراكي فنلندي اليوم، شارك في الاحتلال غير القانوني للبيت الطلبة القديم (Vanha ylioppilastalo) في هلسنكي في 25 تشرين الثاني 1968. كان عضوا في جماعة مناهضة للحرب وشارك في قضية ما يسمى شولر اريك، حيث قامت مجموعة من الطلاب التحريض العلني ضد التجنيد الإلزامي. ورغم موقفه المناهض للحرب، أدى تووميويا الخدمة العسكرية الإلزامية، وهو رقيب الاحتياط.
ألـّف تووميويا العديد من الكتب. فاز بكتاب (Häivähdys punaista) حول جدته هلا فووليوكي وشقيقته سالمي دوت بجائزة فنلنديا غير الخالية في عام 2006.

## روابط خارجية
- إركي تووميويا على موقع مونزينجر (الألمانية)